# Gottfried Leiber
Gottfried Leiber (* 18. Juni 1929; † 24. Dezember 2021) war ein deutscher Architekt, Stadtplaner und kommunaler Baubeamter, der als stellvertretender Leiter des Stadtplanungsamts der Stadt Karlsruhe tätig war. Er war als Stadthistoriker Autor zahlreicher Publikationen über Friedrich Weinbrenner.

## Leben
Gottfried Leiber studierte Architektur an der Technischen Hochschule Karlsruhe unter anderem bei Egon Eiermann, Otto Haupt, Otto Ernst Schweizer und Adolf Bayer. Nach der Diplom-Hauptprüfung war er im Büro von Karl Selg, dann als Wissenschaftlicher Assistent an dessen Lehrstuhl für Wohnungsbau tätig. Es folgte die Mitarbeit am Institut für Baugeschichte bei Arnold Tschira in gleicher Funktion.
1964 begann Leiber seine Tätigkeit bei der Stadt Karlsruhe im Stadtplanungsamt, wo er für die städtebauliche Gesamtplanung (Flächennutzungsplanung) zuständig war. Ab 1976 erweiterte sich sein Tätigkeitsfeld um die Flächennutzungsplanung des Nachbarschaftsverbandes Karlsruhe (Stadt Karlsruhe und zehn Umlandgemeinden).
1966 erfolgte Leibers Eintragung in die Architektenliste des Landes Baden-Württemberg, 1967 schloss er die Große Staatsprüfung mit der Ernennung zum Regierungsbaumeister ab. Von 1972 bis 1992 war Gottfried Leiber Lehrbeauftragter an der Fachhochschule Karlsruhe. In seine Amtszeit fiel beispielsweise 1972 bis 1975 die Mitwirkung an den Eingemeindungsverhandlungen der Stadt Karlsruhe. Von 1976 bis zu seiner Pensionierung 1989 war Leiber stellvertretender Leiter des Stadtplanungsamts, ab 1979 als Stadtoberbaudirektor.
1990 promovierte Leiber am Institut für Baugeschichte bei Wulf Schirmer mit einer Dissertation über das städtebauliche Wirken Friedrich Weinbrenners. 2010 gehörte er zu den Gründungsmitgliedern der Friedrich-Weinbrenner-Gesellschaft und war deren Vizepräsident. Gottfried Leiber war auch Mitglied der Arbeitsgemeinschaft für geschichtliche Landeskunde am Oberrhein.
Seine Forschungsschwerpunkte waren das Werk Friedrich Weinbrenners sowie die frühe Stadtbaugeschichte von Karlsruhe.

## Schriften (Auswahl)

### Monografien
- Friedrich Weinbrenners städtebauliches Schaffen für Karlsruhe. (= Friedrich Weinbrenner und die Weinbrenner-Schule, Band II.)
  - Teil I: Die barocke Stadtplanung und die ersten klassizistischen Entwürfe Friedrich Weinbrenners.  Karlsruhe 1996, ISBN 3-7650-9041-7.
  - Teil II: Der Stadtausbau und die Stadterweiterungspläne 1801–1826. Mainz 2002, ISBN 3-8053-2903-2.

### Beiträge
- Friedrich Weinbrenners späte Entwürfe zur Vergrößerung der Stadt Karlsruhe. In: Rainer Hanauer et al. (Hrsg.): Festschrift zum 60. Geburtstag von Werner Böser (= Karlsruher Geowissenschaftliche Schriften. Reihe A, Band 2, und Reihe B, Band 2). Karlsruhe 1986, ISBN 3-89063-001-4, S. 315–363.
- Vom Jagdsitz zur Stadtanlage. Die städtebauliche Entwicklung Karlsruhes bis zum Ende des 18. Jahrhunderts. In: Badisches Landesmuseum (Hrsg.): Klar und lichtvoll wie eine Regel. Planstädte der Neuzeit vom 16. bis zum 18. Jahrhundert. Karlsruhe 1990, ISBN 3-7650-9026-3, S. 297–312.
- Städtebau in Karlsruhe. Von der Gründung bis zum Ende der Ära Weinbrenner. In: Karlsruher Beiträge. Nr. 6 (1991), ISBN 3-7650-0406-5, S. 23–47.
- Nach einem vorher entworfenen regelmäßigen Plan entstanden. Der Karlsruher Stadtgrundriss und seine geometrischen Grundlagen. In: Zeitschrift für die Geschichte des Oberrheins (ISSN 0044-2607), Band 154 (N.F. 115), S. 217–239.
- Verborgene Geometrie. Der Karlsruher Fächergrundriss. In: Blick in die Geschichte. Karlsruher stadthistorische Beiträge. Band 4, Nr. 77 (2009), ISBN 978-3-88190-571-8, S. 194–197 (online).
- Friedrich Weinbrenner und die Kirche St. Stephan in Karlsruhe. In: Badische Heimat (ISSN 0930-7001), Heft 2/2008, S. 204–216.
- Markgraf Carl Wilhelm und sein ungewöhnlicher Kammerprokurator. In: Badische Heimat. Heft 4/2010, S. 871–889.
- Carl Friedrich und die Planungen Friedrich Weinbrenners. In: Badische Heimat. Heft 2/2011, S. 221–228.
- Zur Herkunft des Stadtnamens. Das frühe Karlsruhe und die Ruhe. In: Blick in die Geschichte, Karlsruher stadthistorische Beiträge. Nr. 96 (vom 21. September 2012), S. 3 (online).
- Der Karlsruher Fächer–eine verborgene Geometrie. In: Atlas Karlsruhe, 300 Jahre Stadtgeschichte in Karten und Bildern. Köln 2014 (ISBN 978-3-95451-413-7).
- Die Pyramide in Karlsruhe. In: Karlsruhe aufgefächert (= Schriftenreihe der Badischen Heimat. Bd. 11). Freiburg im Breisgau 2015 (ISBN 978-3-7930-5105-3).
- Friedrich Weinbrenners Via Triumphalis. In: Friedrich Weinbrenner 1766–1826. Architektur und Städtebau des Klassizismus. Ausstellungskatalog. Petersberg 2015 (ISBN 3-7319-0224-9), S. 107–117.
- Das Projekt eines Ludwigskanals. In: Blick in die Geschichte, Karlsruher stadthistorische Beiträge, Nr. 105 (vom 12. Dezember 2014) S. 3. f. (online)
- Friedrich Weinbrenner und die Evangelische Kirche in Karlsruhe. In: Badische Heimat Heft 2/2016, S. 225–237.
- Friedrich Weinbrenner und die Farben. In: Blick in die Geschichte, Karlsruher stadthistorische Beiträge, Nr. 113 (vom 16. Dezember 2016) S. 3 f. (online).
- Der sogenannte Tulla-Plan zur Vergrößerung der Stadt Karlsruhe. In: Der Bauforscher Arnold Tschira (1910–1969), Gedenkschrift seiner Schüler zum 100. Geburtstag, Karlsruhe 2017, S. 55–66, ISBN 978-3-7315-0656-0.  Materialien zur Bauforschung und Baugeschichte, Bd. 23, KIT Scientific Publishing.
- Der vergessene Brunnen, in: Blick in die Geschichte, Karlsruher Stadthistorische Beiträge Nr. 125 (vom 6. Dezember 2019), Karlsruher Blickpunkte, S. 4
- Karlsruhes Weg vom Jagdstern zur großen Stadt, in: Stadt und Garten, Oberrheinische Studien Bd. 40 (Hgg. Hartmut Troll/Konrad Krimm), Ostfildern 2019, S. 15 - 50. ISBN 978- 3- 7995 -7840 - 0.